# Prefettura di Tangeri-Assila
La prefettura di Tangeri-Assila è una delle prefetture del Marocco, parte della Regione di Tangeri-Tetouan-Al Hoceima.

## Geografia antropica

### Suddivisioni amministrative
La prefettura di Tangeri-Assila conta 4 quartieri (arrondissement) di Tangeri, 1 municipalità e 8 comuni:

#### Quartieri
- Bni Makada
- Charf-Mghogha
- Charf-Souani
- Tangeri-Medina

#### Municipalità
- Assila

#### Comuni
- Al Manzla
- Aquouass Briech
- Azzinate
- Boukhalef
- Dar Chaoui
- Lkhaloua
- Sahel Chamali
- Sidi Lyamani